# Jennifer Santrock
Jennifer Santrock (26 februari 1969) is een Amerikaans voormalig tennisspeelster.
Santrock speelde meerdere grandslamtoernooien, waarbij het beste resultaat de tweede ronde was. Haar hoogste notering op de WTA-ranglijst is de 103e plaats, die zij bereikte in februari 1993.
Na haar tenniscarrière ging ze als verkoopster van medische apparatuur werken. Na tien jaar werd ze makelaar in Texas, net als haar moeder en zus.

## Posities op deWTA-ranglijst
Positie per einde seizoen:
| jaar | rang enkelspel | rang dubbelspel |
| ---- | -------------- | --------------- |
| 1986 | 332            | –               |
| 1987 | 205            | –               |
| 1988 | 122            | 468             |
| 1989 | 193            | –               |
| 1990 | 155            | 284             |
| 1991 | 254            | 763             |
| 1992 | 122            | 149             |
| 1993 | 159            | 247             |

## Resultaten grandslamtoernooien
| Legenda | Legenda                          |
| ------- | -------------------------------- |
| g.t.    | geen toernooi gehouden           |
| l.c.    | lagere categorie                 |
| –       | niet deelgenomen                 |
| G       | uitgeschakeld in de groepsfase   |
| 1R      | uitgeschakeld in de eerste ronde |
| 2R      | uitgeschakeld in de tweede ronde |
| 3R      | uitgeschakeld in de derde ronde  |
| 4R      | uitgeschakeld in de vierde ronde |
| KF      | uitgeschakeld in de kwartfinale  |
| HF      | uitgeschakeld in de halve finale |
| F       | de finale verloren               |
| W       | het toernooi gewonnen            |
| w-v     | winst/verlies-balans             |

### Enkelspel
| Toernooi        | 1987 | 1988 | 1989 | 1990 | 1991 | 1992 | 1993 |
| --------------- | ---- | ---- | ---- | ---- | ---- | ---- | ---- |
| Australian Open | –    | –    | 1R   | –    | 1R   | –    | 2R   |
| Roland Garros   | –    | –    | –    | 2R   | –    | –    | 2R   |
| Wimbledon       | –    | –    | –    | 1R   | –    | 1R   | –    |
| US Open         | 1R   | 2R   | 1R   | 1R   | –    | –    | –    |

### Vrouwendubbelspel
| Toernooi        | 1992 | 1993 |
| --------------- | ---- | ---- |
| Australian Open | –    | 1R   |
| Roland Garros   | 1R   | –    |
| Wimbledon       | 1R   | –    |
| US Open         | 1R   | –    |